# Experimentación

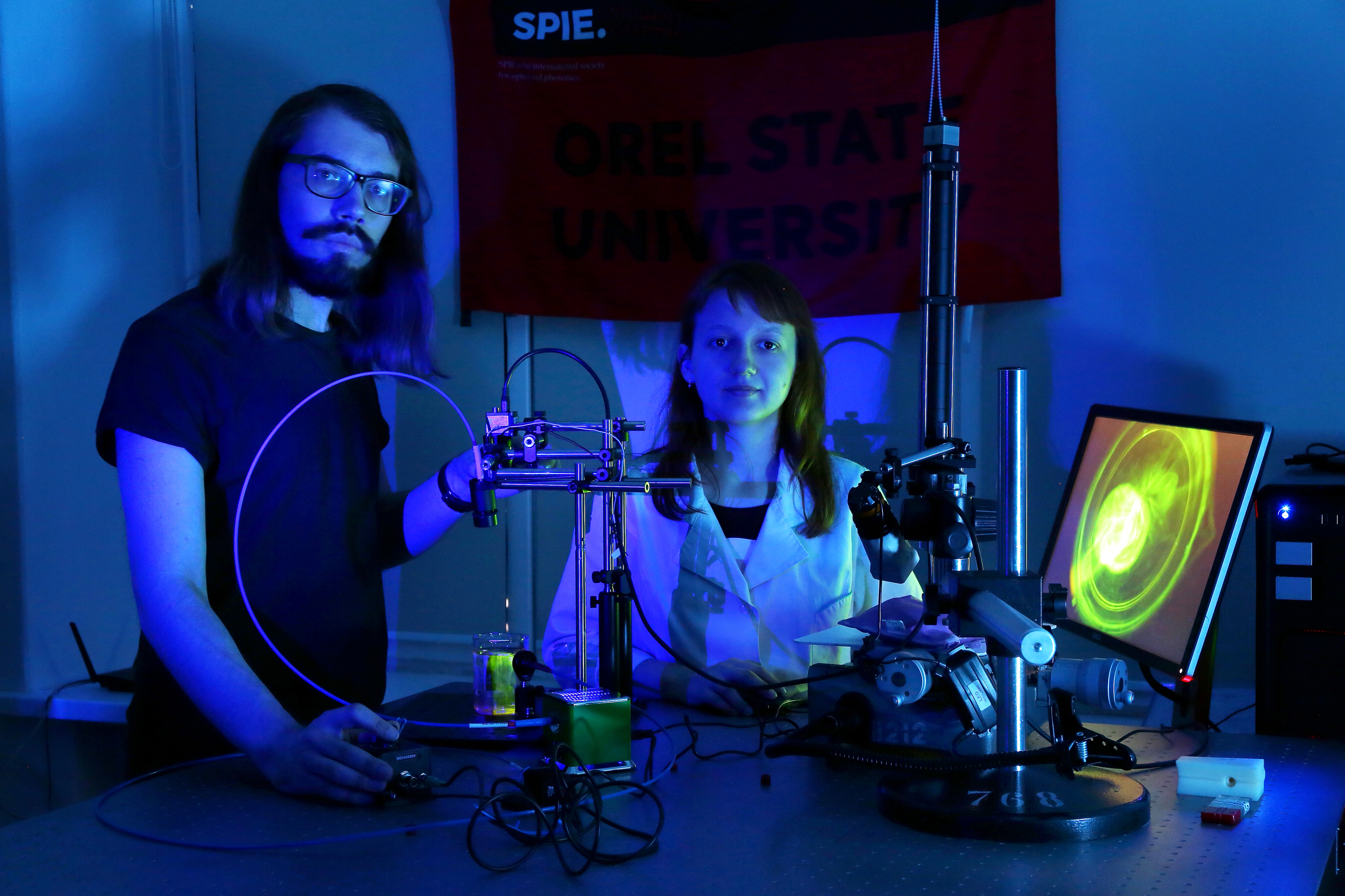
Experimento en laboratorio de fotónica biomédica. Aunque hay experimentos altamente complejos, las observaciones y mediciones simples pueden ser muy efectivas para comprobar o refutar hipótesis.

La experimentación, método común de las ciencias experimentales y las tecnologías, consiste en el estudio de un fenómeno, reproducido en las condiciones particulares de estudio que interesan, generalmente en un laboratorio, eliminando o introduciendo aquellas variables que puedan influir en él. Usualmente, el objetivo de la experimentación es comprobar o refutar hipótesis.

## Variables
Se entiende por variable todo aquello que tenga características propias y distintivas y que sean susceptibles al cambio o la modificación. La ciencia mide una variable dependiente, un efecto, y debe explicarlo en virtud de variables independientes, causas. Para esto, en la experimentación, se modifican las variables independientes y se mide el cambio en las variables dependientes.

## Estudios longitudinales
Un estudio longitudinal con un panel, que es un grupo de personas representativas del hábitat y de dimensión muestral adecuada, a las cuales se le aplica un cuestionario en espacios de tiempo continuados, es un experimento controlado por las variables que se estudian: cambios en los hábitos de compra, evolución de los valores humanos, influencias de un cambio social, impacto de la información, etc. Sí que sería aplicar estas teorías a los hechos sociales actuales, pero incluso a hechos pasados, que en su percepción estos pueden ser modificados por los historiadores, manejando otras fuentes y con el cambio de su misma imaginación personal. Por ejemplo, "la leyenda negra de la inquisición" debería ser reescrita y "cambiada", como así mismo el discurso de la historia actual es experimentable: los cambios en una comunidad a la que se le van introduciendo nuevos requerimientos con nuevos personajes, por ejemplo, y observando un hecho social concomitante, etc.[cita requerida]